# Wonodri
Wonodri is een bestuurslaag in het regentschap Semarang van de provincie Midden-Java, Indonesië. Wonodri telt 9922 inwoners (volkstelling 2010).